# Eudactylina turgipes
Eudactylina turgipes är en kräftdjursart som beskrevs av Bere 1936. Eudactylina turgipes ingår i släktet Eudactylina och familjen Eudactylinidae. Inga underarter finns listade i Catalogue of Life.